# Wolica (hromada Sokal)
Wolica, Wolica Komarowa (ukr. Волиця, Wołycia) – wieś na Ukrainie, w obwodzie lwowskim, w rejonie czerwonogrodzkim, w hromadzie Sokal.
W II Rzeczypospolitej do 1934 samodzielna gmina jednostkowa. Następnie należała do zbiorowej wiejskiej gminy Tartaków Miasto w powiecie sokalskim w woj. lwowskim. W latach 1943–1944 nacjonaliści ukraińscy z OUN - UPA zamordowali tutaj 32 Polaków.
W związku z poprowadzeniem nowej granicy państwowej na Bugu, wieś wraz z całym obszarem gminy Tartaków Miasto znalazła się w Związku Radzieckim.